# Hachiman
Hachiman (八幡神, Hachiman-shin / Yawata no kami) és el déu de la guerra i protector del poble japonès en la mitologia japonesa. El seu nom significa 'el déu de les vuit banderes celestials'. El seu animal simbòlic i missatger és el colom.

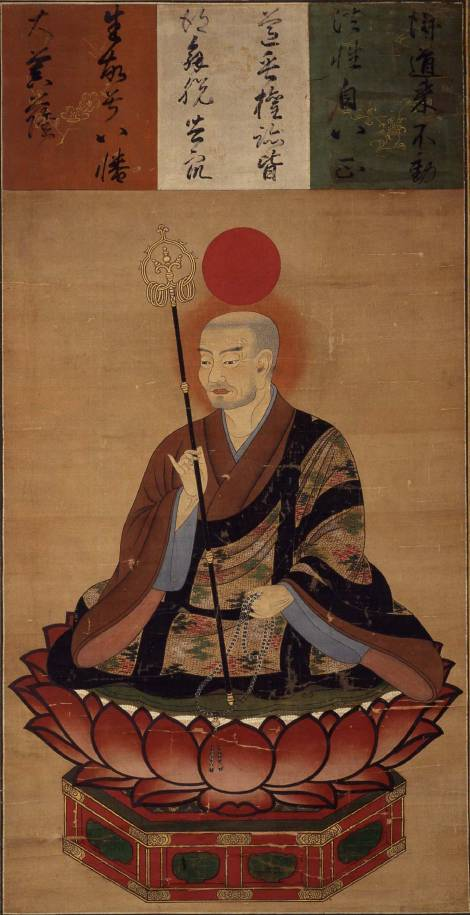
Representació de Hachiman vestit com a monjo budista

Des de l'antiguitat, Hachiman va ser beneït pels camperols com el deu de l'agricultura. En la religió xinto, va esdevenir llegenda com a símbol de l'emperador Ōjin, fill de l'emperadriu Jingū.
El déu Hachiman també se'l senyalava com a guardià del Minamoto un clan dels samurais. No Minamoto Yoshiie, després de l'arribada d'edat al Santuari Iwashimizu a Kyoto, va passar al nom de Hachiman Taro Yoshiie i a través de les seves proeses militar i la seva virtut com a líder, va ser considerat com un samurai ideal a través dels anys. El seu fill Minamoto no Yoritomo va esdevenir shōgun i va establir el shogunat Kamakura, va construir el Santuari Tsurugaoka Hachiman a Kamakura i va començar la veneració de Hachiman com a guardià del seu clan.